# 체리 피킹

체리 피킹은 기후 변화 부정과 같은 과학 부정에서 자주 사용된다. 예를 들어, 의도적으로 부적절한 기간인 1998년~2012년을 체리 피킹함으로써, 지속적인 온난화 추세가 있음에도 불구하고 인위적인 "정체"를 만들어낼 수 있다.

체리 피킹(cherry picking), 증거 은닉(suppressing evidence), 또는 불완전한 증거의 오류(fallacy of incomplete evidence)는 특정한 입장을 확증하는 것처럼 보이는 개별 사례나 데이터를 지적하면서, 그 입장과 모순될 수 있는 관련되고 유사한 사례나 데이터의 상당 부분을 무시하는 행위이다. 체리 피킹은 의도적으로 또는 무의식적으로 행해질 수 있다.
이 용어는 체리와 같은 과일을 수확하는 과정에서 인식된 것에 기반한다. 수확자는 가장 잘 익고 건강한 과일만을 선택할 것으로 예상된다. 선택된 과일만을 보는 관찰자는 따라서 나무의 대부분 또는 심지어 모든 과일이 마찬가지로 좋은 상태에 있다고 잘못 결론지을 수 있다. 이는 또한 과일의 품질에 대한 잘못된 인상을 줄 수 있다(표본일 뿐이고 대표적인 표본이 아니기 때문이다). 체리 피킹과 때때로 혼동되는 개념은 수확하기 쉬운 과일만을 수집하면서, 나무 위쪽에 있어서 얻기 더 어려운 다른 과일을 무시하는 아이디어이다(손쉬운 과실 참조).
체리 피킹은 완전한 그림으로 이어질 수 있는 증거를 무시하거나, 간과하거나, 직접적으로 억압하는 관행이므로 부정적인 의미를 가진다.
체리 피킹은 많은 논리적 오류에서 발견될 수 있다. 예를 들어, "일화적 증거의 오류"는 개인적으로 알려진 것을 선호하여 대량의 데이터를 간과하는 경향이 있고, "증거의 선택적 사용"은 논증에 불리한 자료를 거부하며, 거짓 이분법은 더 많은 선택지가 있을 때 두 가지 선택지만을 선택한다. 일부 학자들은 체리 피킹을 선택적 주의의 오류로 분류하는데, 그 가장 일반적인 예는 확증 편향이다. 체리 피킹은 연구나 조사가 원하는, 예측 가능한 결과를 제공하도록 데이터나 데이터 세트의 선택을 가리킬 수 있으며, 이는 오해를 불러일으키거나 심지어 현실과 완전히 반대될 수 있다.

## 역사
기원전 5세기 무신론 철학자 멜로스의 디아고라스에 대한 이야기에 따르면, 신에게 기도하여 난파선에서 죽음을 면했다고 여겨지는 사람들의 봉납품을 보여주었을 때, 그는 많은 사람들이 기도에도 불구하고 바다에서 죽었지만 이러한 경우들은 마찬가지로 기념되지 않았다고 지적했다(생존 편향의 예시이다). 미셸 드 몽테뉴(1533년~1592년)는 예언에 관한 그의 에세이에서 소위 예언자들의 유효성을 기꺼이 믿으려는 사람들에 대해 다음과 같이 논평했다.
나는 그들의 연감을 열심히 연구하고 주석을 달아서, 무언가가 딱 들어맞을 때 우리에게 권위로서 제시하는 사람들을 본다. 그리고 그 문제에 관해서는, 이러한 소위 권위들이 무한한 거짓말 가운데서 때때로 진실을 우연히 만나지 않는 것은 거의 불가능하다. ... 나는 그러한 우연한 적중 때문에 그들을 결코 더 좋게 생각하지 않는다. ... 아무도 그들의 헛소리와 거짓 예언을 기록하지 않는데, 그것들이 무한하고 흔하기 때문이다. 그러나 만약 그들이 하나의 진실을 우연히 맞추면, 그것은 희귀하고, 믿기 어렵고, 기이한 것으로서 엄청난 소문을 낳는다.

## 과학에서
체리 피킹은 부정주의의 인식론적 특징 중 하나이며 과학적 발견에 겉보기에 모순되는 것처럼 보이게 하기 위해 다양한 과학 부정론자들에 의해 널리 사용된다. 예를 들어, 기후 변화 부정, 창조론자들의 진화 부정, 담배 제품 소비와 간접흡연의 부정적 건강 영향 부정에서 사용된다.
경쟁하는 증거들 중에서 주어진 입장을 지지하는 결과들을 강조하기 위해 선택적 선택을 하면서, 그것을 지지하지 않는 어떤 발견도 무시하거나 묵살하는 것은 "체리 피킹"으로 알려진 관행이며 형편없는 과학이나 의사과학의 특징이다.— 리처드 서머빌, 미국 하원 에너지상업위원회 에너지전력소위원회에서의 증언, 2011년 3월 8일

엄밀한 과학은 (유리한 증거만을 체리 피킹하기보다는) 모든 증거를 살펴보고, 실제로 작동하는 것이 무엇인지 식별하기 위해 변수를 통제하며, 편향의 영향을 최소화하기 위해 맹검 관찰을 사용하고, 내적으로 일관된 논리를 사용한다.— 스티븐 노벨라, "A Skeptic In Oz", 2011년 4월 26일

## 의학에서
2002년 연구에서, 이전 의학 데이터의 검토는 항우울제 약물 시험에서 체리 피킹을 발견했다.
[연구자들은] 참여 자격을 결정하는 데 사용된 주요 배제 기준을 식별하기 위해 31개의 항우울제 효능 시험을 검토했다. 그들의 발견은 현재 항우울제 시험의 환자들이 우울증에 대한 일상적인 임상 진료에서 치료받는 환자들의 소수만을 대표한다는 것을 시사한다. 특정 프로필을 가진 잠재적 임상시험 대상자들을 배제하는 것은 항우울제 효능 시험 결과의 일반화 능력이 경험적 지지를 결여한다는 것을 의미한다고 저자들은 밝혔다.

## 논증에서
논증에서 "인용 채굴"(quote mining)의 관행은 체리 피킹의 한 형태로, 토론자가 입장을 지지하는 (또는 반대 입장을 과장하는) 일부 인용문을 선택적으로 선택하면서 원래 인용문을 완화하거나 다른 맥락에 두는 인용문들은 무시하는 것이다. 토론에서의 체리 피킹은 사실 자체는 참이지만 맥락에 놓여야 하기 때문에 큰 문제이다. 연구는 실시간으로 이루어질 수 없고 종종 시의적절하지 않기 때문에, 체리 피킹된 사실이나 인용문은 보통 대중 주류에 고착되고, 심지어 교정되었을 때도 표적이 된 집단의 광범위한 오해를 낳는다.

## 일방적 논증
일방적 논증(one-sided argument) 또는 카드 스태킹(card stacking), 덱 쌓기(stacking the deck), 반증 무시(ignoring the counterevidence), 편향(slanting), 증거 억압(suppressed evidence)은 명제를 지지하는 이유들만 제공되고 반대하는 모든 이유들은 생략될 때 발생하는 비형식적 오류이다.

철학 교수 피터 수버는 다음과 같이 썼다.
일방성 오류는 논증을 무효로 만들지 않는다. 심지어 논증을 불건전하게 만들지도 않을 수 있다. 오류는 독자들과 아마도 우리 자신을 설득하여 증거의 저울을 기울이기에 충분하고 따라서 판단을 정당화하기에 충분하다고 말했다고 여기게 하는 데 있다. 하지만 만약 우리가 일방적이었다면, 아직 판단을 정당화하기에 충분히 말하지 않은 것이다. 다른 쪽의 논증들이 우리 자신의 것보다 더 강할 수 있다. 우리가 그것들을 검토할 때까지는 알 수 없을 것이다.
따라서 일방성 오류는 당신의 전제가 거짓이거나 무관하다는 뜻이 아니라, 단지 불완전하다는 뜻이다.

[...] 당신은 복잡하고 미묘한 진실을 발견하는 것보다 승리가 목표일 때 일방성이 실제로 바람직하다고 생각할 수 있다. 만약 이것이 참이라면, 모든 오류에서 참이다. 만약 승리가 의사결정자를 설득하는 것이라면, 실제로 작동하는 어떤 종류의 조작이나 기만도 바람직하다. 그러나 사실상, 승리가 때때로 일방성에 의해 도움을 받을 수 있지만, 보통 양방성에 의해 더 잘 도움을 받는다. 만약 (예를 들어) 법정에서 당신의 논증이 일방적이라면, 당신이 준비되지 않은 강한 반박 논증에 의해 놀랄 가능성이 있다. 교훈은 어떤 쟁점에 대해서든 당신의 사고에서 양방성을 기르는 것이다. 당신 자신의 이해를 단축하도록 요구하는 어떤 일이든 조심하라.
카드 스태킹은 한쪽을 강조하고 다른 쪽을 억압함으로써 쟁점에 대한 청중의 인식을 조작하려는 선전 기법이다. 그러한 강조는 언론 편향이나 일방적 증언의 사용을 통해, 또는 단순히 비판자들의 목소리를 검열함으로써 달성될 수 있다. 이 기법은 정치 후보자들이 그들의 상대를 신용을 떨어뜨리고 자신들을 더 가치 있어 보이게 하기 위해 설득적 연설에서 흔히 사용한다.
이 용어는 무작위로 섞인 것처럼 보이지만 실제로는 특정 순서로 '쌓인' 카드 덱을 제시하는 것을 포함하는 마술사의 속임수인 "덱 쌓기"에서 유래한다. 마술사는 순서를 알고 있어서 속임수의 결과를 통제할 수 있다. 포커에서 카드는 특정 패가 특정 플레이어에게 배분되도록 쌓일 수 있다.
이 현상은 어떤 주제에든 적용될 수 있고 광범위한 응용을 가진다. 광범위한 정보 스펙트럼이 존재할 때마다, 일부 사실을 강조하고 다른 것들을 무시함으로써 외관이 조작될 수 있다. 카드 스태킹은 옹호 집단이나 특정 의제를 가진 집단들의 도구가 될 수 있다. 예를 들어, 징병 포스터는 "여행"과 "모험"과 같은 단어와 함께 인상적인 그림에 초점을 맞추면서, "2년에서 4년간 입대"라는 단어를 더 작고 덜 눈에 띄는 글자 크기로 아래쪽에 배치할 수 있다.

## 같이 보기
- 선택편향
- 확증편향
- 단장취의
- 음모론
  - 창조과학
  - 지적설계